# Taurolema albopunctata
Taurolema albopunctata är en skalbaggsart som beskrevs av Pierre Émile Gounelle 1906. Taurolema albopunctata ingår i släktet Taurolema och familjen långhorningar.
Artens utbredningsområde är:
- Costa Rica.
- Guatemala.

Inga underarter finns listade i Catalogue of Life.